# Campeonato Descentralizado 2014
El Campeonato Descentralizado  2014, por razones de patrocinio como Copa Movistar 2014, fue la edición número 98 de la Primera División del Perú, la cuadragésimo novena desde que se descentraliza en 1966, la cuadragésimo novena bajo la denominación de Campeonato Descentralizado y la cuarta bajo el patrocinio de Movistar.
El campeonato constituye una competencia de carácter oficial a nivel nacional y participarán en el mismo los dieciséis clubes que integran la máxima categoría. La organización, control y desarrollo del torneo estará a cargo de la Asociación Deportiva de Fútbol Profesional (ADFP), bajo la supervisión de la Federación Peruana de Fútbol (FPF). Se otorgarán tres cupos para la Copa Libertadores 2015 y cuatro para la Copa Sudamericana 2015.
Con respecto al torneo anterior, son dos los nuevos equipos: Los Caimanes y San Simón, en reemplazo de los descendidos José Gálvez FBC y Pacífico FC.
El campeón del torneo fue el Sporting Cristal y el subcampeón Juan Aurich que obtuvieron su pase a la Copa Libertadores 2015 como Perú 1 y Perú 2 respectivamente.

## Sistema de competición
El campeonato se llevará a cabo en tres etapas: en la primera, los equipos jugarán en la modalidad de Torneo Apertura; en la segunda etapa será Torneo Clausura, mientras que en la tercera los ganadores de cada torneo disputarán el título nacional.
- A) Torneo Apertura: (partidos de ida), se jugarán 15 Fechas en el formato de todos contra todos. El ganador tendrá derecho a disputar el "Play Off" por el Título Nacional y la clasificación a los dos primeros cupos de la Copa Libertadores (Perú 1 y Perú 2). En caso de igualdad de puntos entre dos equipos en el primer puesto, se jugará un “Partido Definitorio”. En caso de igualdad de puntos entre tres o más equipos en el primer puesto, se aplicará el Artículo 13.º de las presentes Bases, determinándose a los dos mejores equipos quienes jugaran un partido definitorio.

- B) Torneo Clausura: (partidos de vuelta), se jugarán 15 Fechas en el formato de todos contra todos. El ganador tendrá derecho a disputar el "Play Off" por el Título Nacional y la clasificación a los dos primeros cupos de la Copa Libertadores (Perú 1 y Perú 2). Será el mismo formato que el Torneo Apertura en caso de igualdad de puntos.

- C) Play Off: Los ganadores del Torneo Apertura y del Torneo Clausura, jugarán dos partidos ida y vuelta y el ganador será el "Campeón Nacional". En caso de que un equipo gane el Apertura y el Clausura, será automáticamente Campeón Nacional. El club que tuviera mayor puntaje acumulado en la Tabla de Posiciones del Torneo Descentralizado tendrá la opción de escoger en qué momento ejerce su condición de local. Los ganadores del Apertura y Clausura, mantendrán su derecho a jugar el Play Off siempre y cuando ocupen uno de los ocho primeros lugares en la Tabla Acumulada del Torneo Descentralizado. Para esta Etapa no existirá la diferencia de goles. En caso igualen en puntos en los dos partidos, se jugará un tercer partido definitorio.

Fuente: ADFP

## Ascensos y descensos
Hubo 2 Descensos en la Temporada 2013 y 2 Ascensos (1 Campeón de Copa Perú y 1 Campeón de Segunda División) en esta Temporada.
Por lo que se Mantienen los mismos 16 equipos para este 2014.
| Posición            | Ascendidos de la Copa Perú y Segunda División 2013 |
| ------------------- | -------------------------------------------------- |
| 1. 1º Final CP 2013 | San Simón (Copa Perú 2013 Final) Asciende          |
| 2. 1º 2D 2013       | Los Caimames (Segunda División 2013) Asciende      |

| Posición    | Descendidos a la Segunda División 2014      |
| ----------- | ------------------------------------------- |
| 15° 1D 2013 | Pacífico FC (Segunda División 2014) (D)     |
| 16° 1D 2013 | José Gálvez FBC (Segunda División 2014) (D) |

## Equipos participantes
| Club                      | Ciudad                           | Entrenador             | Estadio              | Capacidad | Marca    | Patrocinador principal |
| ------------------------- | -------------------------------- | ---------------------- | -------------------- | --------- | -------- | ---------------------- |
| Alianza Lima              | Archivo:Bandera de Lima.svg Lima | Guillermo Sanguinetti  | Alejandro Villanueva | 35.000    | Nike     | Cerveza Cristal        |
| Cienciano                 | Cusco                            | Mario Viera            | Garcilaso de la Vega | 42.000    | Lotto    | Caja Cusco             |
| FBC Melgar                | Arequipa                         | Juan Reynoso           | Monumental UNSA      | 47.000    | Joma     | Sodimac                |
| Inti Gas                  | Ayacucho                         | Carlos Leeb            | Ciudad de Cumaná     | 15.000    | Walon    | Inti Gas               |
| Juan Aurich               | Chiclayo                         | Roberto Mosquera       | Elías Aguirre        | 23.500    | Walon    | Grupo Oviedo           |
| León de Huánuco           | Huánuco                          | Rolando Chilavert      | Heraclio Tapia       | 25.000    | Loma's   | CPP                    |
| Los Caimanes              | Puerto Eten                      | Claudio Techera        | Francisco Mendoza    | 5.000     | Loma's   | Bandera de ?           |
| Real Garcilaso            | Cusco                            | Luis Flores            | Garcilaso de la Vega | 42.000    | Marathon | I-Run                  |
| San Simón                 | Moquegua                         | José Carlos Amaral     | 25 de Noviembre      | 21.000    | Real     | ReumaSol               |
| Sport Huancayo            | Huancayo                         | Walter Lizárraga       | Huancayo             | 20.000    | Manchete | Bandera de ?           |
| Sporting Cristal          | Archivo:Bandera de Lima.svg Lima | Daniel Ahmed           | Alberto Gallardo     | 18.000    | Adidas   | Cerveza Cristal        |
| Unión Comercio            | Rioja                            | Walter Aristizábal     | Regional IPD         | 6.000     | Real     | Olva Courier           |
| Universidad César Vallejo | Trujillo                         | Franco Navarro         | Mansiche             | 25.000    | Walon    | UCV                    |
| Universidad San Martín    | Callao                           | Julio César Uribe      | Miguel Grau          | 18.000    | Umbro    | Herbalife              |
| UTC                       | Cajamarca                        | José Eugenio Hernández | Héroes de San Ramón  | 12.000    | Convert  | UAP                    |
| Universitario             | Archivo:Bandera de Lima.svg Lima | Óscar Ibáñez           | Monumental           | 80.093    | Umbro    | C. C. Plaza Norte      |

### Equipos por departamento
| Departamentos | N.º | Club                                              |
| ------------- | --- | ------------------------------------------------- |
| Lima          | 3   | - Alianza Lima - Sporting Cristal - Universitario |
| Cusco         | 2   | - Cienciano - Real Garcilaso                      |
| Lambayeque    | 2   | - Juan Aurich - Los Caimanes                      |
| Arequipa      | 1   | - FBC Melgar                                      |
| Ayacucho      | 1   | - Inti Gas                                        |
| Cajamarca     | 1   | - UTC                                             |
| Callao        | 1   | - San Martín                                      |
| Huánuco       | 1   | - León de Huánuco                                 |
| Junín         | 1   | - Sport Huancayo                                  |
| La Libertad   | 1   | - César Vallejo                                   |
| Moquegua      | 1   | - San Simón                                       |
| San Martín    | 1   | - Unión Comercio                                  |

| Unión Comercio Juan Aurich Los Caimanes UTC César Vallejo León de Huánuco Sport Huancayo Alianza Lima Sporting Cristal San Martín Universitario Inti Gas Cienciano Real Garcilaso Melgar San Simón |

## Torneo Apertura
|  | Pos. | Equipo           |                       | PJ | PG | PE | PP | GF | GC | Dif. | Pts. |
|  | ---- | ---------------- | --------------------- | -- | -- | -- | -- | -- | -- | ---- | ---- |
|  | 1º   | Juan Aurich      | Se mantuvo            | 15 | 9  | 3  | 3  | 34 | 18 | +16  | 30   |
|  | 2º   | FBC Melgar       | Se mantuvo            | 15 | 6  | 7  | 2  | 23 | 17 | +6   | 25   |
|  | 3º   | César Vallejo    | Ascendió de posición  | 15 | 7  | 3  | 5  | 23 | 16 | +7   | 24   |
|  | 4º   | Universitario    | Descendió de posición | 15 | 7  | 3  | 5  | 21 | 18 | +3   | 24   |
|  | 5º   | Inti Gas         | Descendió de posición | 15 | 6  | 5  | 4  | 25 | 27 | -2   | 23   |
|  | 6º   | León de Huánuco  | Ascendió de posición  | 15 | 6  | 4  | 5  | 18 | 19 | -1   | 22   |
|  | 7º   | San Martín       | Se mantuvo            | 15 | 5  | 6  | 4  | 25 | 17 | +8   | 21   |
|  | 8º   | Unión Comercio   | Descendió de posición | 15 | 6  | 3  | 6  | 17 | 12 | +5   | 21   |
|  | 9º   | Real Garcilaso   | Descendió de posición | 15 | 6  | 2  | 7  | 19 | 19 | 0    | 20   |
|  | 10º  | Cienciano (1)    | Ascendió de posición  | 15 | 6  | 4  | 5  | 20 | 18 | +2   | 19   |
|  | 11º  | Alianza Lima     | Descendió de posición | 15 | 4  | 7  | 4  | 16 | 14 | +2   | 19   |
|  | 12º  | UTC              | Descendió de posición | 15 | 4  | 6  | 5  | 15 | 21 | -6   | 18   |
|  | 13º  | Sporting Cristal | Descendió de posición | 15 | 4  | 5  | 6  | 26 | 19 | +7   | 17   |
|  | 14º  | Sport Huancayo   | Se mantuvo            | 15 | 4  | 3  | 8  | 22 | 34 | -12  | 15   |
|  | 15º  | San Simón        | Se mantuvo            | 15 | 4  | 2  | 9  | 13 | 30 | -17  | 14   |
|  | 16º  | Los Caimanes     | Se mantuvo            | 15 | 3  | 3  | 9  | 13 | 31 | -18  | 12   |

|  | Campeón clasifica a la final del campeonato (Play-Off) y a la fase de grupos de la Copa Libertadores 2015 si se mantiene entre los 8 primeros al finalizar el Clausura. |

### Primera vuelta
| Real Garcilaso | 3 - 1 | León de Huánuco  | Municipal de Urcos  | 7 de junio | 11:30 |  |
| San Martín     | 1 - 1 | César Vallejo    | Miguel Grau         | 7 de junio | 15:45 |  |
| Juan Aurich    | 2 - 1 | San Simón        | Elías Aguirre       | 7 de junio | 18:00 |  |
| FBC Melgar     | 0 - 0 | Cienciano        | Monumental UNSA     | 7 de junio | 20:10 |  |
| Unión Comercio | 4 - 0 | Los Caimanes     | Regional IPD        | 8 de junio | 11:00 |  |
| Inti Gas       | 1 - 1 | Alianza Lima     | Ciudad de Cumaná    | 8 de junio | 13:15 |  |
| Universitario  | 3 - 0 | Sport Huancayo   | Monumental          | 8 de junio | 16:00 |  |
| UTC            | 1 - 1 | Sporting Cristal | Héroes de San Ramón | 9 de junio | 16:00 |  |

| Los Caimanes     | 0 - 0 | UTC            | Francisco Mendoza Pizarro | 13 de junio | 11:15 |  |
| San Simón        | 0 - 1 | Unión Comercio | 25 de Noviembre           | 13 de junio | 13:30 |  |
| Sport Huancayo   | 1 - 3 | Inti Gas       | Huancayo                  | 14 de junio | 11:00 |  |
| Sporting Cristal | 1 - 2 | FBC Melgar     | Alberto Gallardo          | 14 de junio | 13:15 |  |
| César Vallejo    | 2 - 0 | Juan Aurich    | Mansiche                  | 14 de junio | 16:00 |  |
| León de Huánuco  | 1 - 1 | San Martín     | Heraclio Tapia            | 15 de junio | 11:00 |  |
| Cienciano        | 1 - 2 | Universitario  | Garcilaso de la Vega      | 15 de junio | 13:15 |  |
| Alianza Lima     | 2 - 0 | Real Garcilaso | Alejandro Villanueva      | 15 de junio | 16:00 |  |

| UTC            | 1 - 1 | Unión Comercio   | Héroes de San Ramón  | 20 de junio | 16:00 |  |
| FBC Melgar     | 3 - 0 | Los Caimanes     | Monumental UNSA      | 21 de junio | 11:00 |  |
| Inti Gas       | 3 - 1 | Cienciano        | Ciudad de Cumaná     | 21 de junio | 13:15 |  |
| Juan Aurich    | 2 - 1 | León de Huánuco  | Elías Aguirre        | 21 de junio | 15:45 |  |
| San Martín     | 1 - 1 | Alianza Lima     | Miguel Grau          | 21 de junio | 20:00 |  |
| Real Garcilaso | 1 - 2 | Sport Huancayo   | Garcilaso de la Vega | 22 de junio | 11:15 |  |
| San Simón      | 2 - 1 | César Vallejo    | 25 de Noviembre      | 22 de junio | 13:30 |  |
| Universitario  | 0 - 0 | Sporting Cristal | Nacional             | 22 de junio | 16:00 |  |

| León de Huánuco  | 4 - 0 | San Simón      | Heraclio Tapia       | 27 de junio | 13:00 |  |
| Sporting Cristal | 3 - 0 | Inti Gas       | Alberto Gallardo     | 28 de junio | 11:00 |  |
| César Vallejo    | 3 - 0 | UTC            | Mansiche             | 28 de junio | 13:15 |  |
| Cienciano        | 2 - 0 | Real Garcilaso | Garcilaso de la Vega | 28 de junio | 15:30 |  |
| Unión Comercio   | 0 - 2 | FBC Melgar     | Regional IPD         | 29 de junio | 11:00 |  |
| Sport Huancayo   | 2 - 4 | San Martín     | Huancayo             | 29 de junio | 13:30 |  |
| Alianza Lima     | 0 - 0 | Juan Aurich    | Alejandro Villanueva | 29 de junio | 16:00 |  |
| Los Caimanes     | 2 - 4 | Universitario  | Elías Aguirre        | 29 de junio | 18:15 |  |

| Real Garcilaso | 2 - 1 | Sporting Cristal | Garcilaso de la Vega | 5 de julio | 10:30 |  |
| FBC Melgar     | 2 - 2 | Cajamarca        | Monumental UNSA      | 5 de julio | 12:30 |  |
| San Martín     | 0 - 1 | Cienciano        | Miguel Grau          | 5 de julio | 15:00 |  |
| Juan Aurich    | 6 - 0 | Sport Huancayo   | Elías Aguirre        | 5 de julio | 17:30 |  |
| César Vallejo  | 3 - 1 | León de Huánuco  | Mansiche             | 5 de julio | 20:00 |  |
| Inti Gas       | 2 - 1 | Los Caimanes     | Municipal de Huanta  | 6 de julio | 11:00 |  |
| San Simón      | 1 - 0 | Alianza Lima     | 25 de Noviembre      | 6 de julio | 13:15 |  |
| Universitario  | 0 - 0 | Unión Comercio   | Nacional             | 6 de julio | 16:00 |  |

| Unión Comercio   | 0 - 1 | Inti Gas        | Regional IPD         | 11 de julio | 13:15 |  |
| FBC Melgar       | 1 - 1 | León de Huánuco | Monumental UNSA      | 11 de julio | 19:30 |  |
| Sporting Cristal | 0 - 0 | San Martín      | Alberto Gallardo     | 12 de julio | 11:00 |  |
| Sport Huancayo   | 1 - 1 | San Simón       | Huancayo             | 12 de julio | 13:30 |  |
| UTC              | 2 - 1 | Universitario   | Héroes de San Ramón  | 12 de julio | 15:45 |  |
| Los Caimanes     | 0 - 1 | Real Garcilaso  | Elías Aguirre        | 12 de julio | 18:00 |  |
| Alianza Lima     | 0 - 0 | César Vallejo   | Alejandro Villanueva | 12 de julio | 20:10 |  |
| Cienciano        | 1 - 1 | Juan Aurich     | Garcilaso de la Vega | 13 de julio | 11:00 |  |

| San Martín      | 3 - 1 | Los Caimanes     | Miguel Grau          | 15 de julio | 15:30 |  |
| Real Garcilaso  | 1 - 0 | Unión Comercio   | Garcilaso de la Vega | 16 de julio | 11:00 |  |
| Inti Gas        | 1 - 1 | UTC              | Ciudad de Cumaná     | 16 de julio | 13:15 |  |
| León de Huánuco | 1 - 0 | Alianza Lima     | Heraclio Tapia       | 16 de julio | 15:30 |  |
| César Vallejo   | 2 - 0 | Sport Huancayo   | Mansiche             | 16 de julio | 17:45 |  |
| Universitario   | 1 - 2 | FBC Melgar       | Nacional             | 16 de julio | 20:00 |  |
| San Simón       | 0 - 2 | Cienciano        | 25 de Noviembre      | 17 de julio | 15:00 |  |
| Juan Aurich     | 3 - 4 | Sporting Cristal | Elías Aguirre        | 17 de julio | 20:00 |  |

| Sport Huancayo   | 0 - 1 | León de Huánuco | Huancayo             | 19 de julio | 11:30 |  |
| UTC              | 1 - 0 | Real Garcilaso  | Héroes de San Ramón  | 19 de julio | 15:45 |  |
| Universitario    | 1 - 0 | Alianza Lima    | Nacional             | 19 de julio | 20:00 |  |
| Cienciano        | 2 - 0 | César Vallejo   | Garcilaso de la Vega | 20 de julio | 12:00 |  |
| Sporting Cristal | 6 - 0 | San Simón       | Alberto Gallardo     | 20 de julio | 15:30 |  |
| Los Caimanes     | 0 - 4 | Juan Aurich     | Elías Aguirre        | 20 de julio | 18:15 |  |
| Unión Comercio   | 1 - 0 | San Martín      | Regional IPD         | 21 de julio | 13:15 |  |
| FBC Melgar       | 2 - 2 | Inti Gas        | Monumental UNSA      | 21 de julio | 15:30 |  |

| Alianza Lima    | 4 - 3 | Sport Huancayo   | Alejandro Villanueva | 23 de julio | 20:00 |   |
| Real Garcilaso  | 1 - 1 | FBC Melgar       | Garcilaso de la Vega | 25 de julio | 11:00 |   |
| León de Huánuco | 2 - 2 | Cienciano        | Heraclio Tapia       | 26 de julio | 12:00 |   |
| San Martín      | 4 - 0 | UTC              | Miguel Grau          | 26 de julio | 15:00 |   |
| César Vallejo   | 3 - 2 | Sporting Cristal | Mansiche             | 26 de julio | 17:30 | - |
| Juan Aurich     | 2 - 1 | Unión Comercio   | Elías Aguirre        | 26 de julio | 20:00 |   |
| San Simón       | 2 - 4 | Los Caimanes     | 25 de Noviembre      | 27 de julio | 13:00 |   |
| Inti Gas        | 2 - 0 | Universitario    | Ciudad de Cumaná     | 27 de julio | 15:30 |   |

| Cienciano        | 2 - 1 | Alianza Lima    | Garcilaso de la Vega      | 29 de julio | 15:30 |  |
| Los Caimanes     | 1 - 0 | César Vallejo   | Francisco Mendoza Pizarro | 30 de julio | 13:15 |  |
| UTC              | 3 - 1 | Juan Aurich     | Héroes de San Ramón       | 30 de julio | 15:45 |  |
| Universitario    | 2 - 1 | Real Garcilaso  | Monumental                | 30 de julio | 20:00 |  |
| Unión Comercio   | 3 - 0 | Sport Huancayo  | Regional IPD              | 31 de julio | 11:00 |  |
| FBC Melgar       | 2 - 1 | San Martín      | Monumental UNSA           | 31 de julio | 13:15 |  |
| Sporting Cristal | 4 - 0 | León de Huánuco | Alberto Gallardo          | 31 de julio | 15:30 |  |
| Inti Gas         | 3 - 2 | San Simón       | Ciudad de Cumaná          | 3 de agosto | 13:15 |  |

| León de Huánuco | 1 - 0 | Los Caimanes     | Heraclio Tapia       | 8 de agosto  | 13:15 |  |
| Sport Huancayo  | 3 - 1 | Cienciano        | Huancayo             | 9 de agosto  | 13:00 |  |
| Juan Aurich     | 3 - 1 | FBC Melgar       | Elías Aguirre        | 9 de agosto  | 15:30 |  |
| César Vallejo   | 1 - 0 | Unión Comercio   | Mansiche             | 9 de agosto  | 17:45 |  |
| San Martín      | 3 - 3 | Universitario    | Miguel Grau          | 9 de agosto  | 20:00 |  |
| Real Garcilaso  | 3 - 0 | Inti Gas         | Garcilaso de la Vega | 10 de agosto | 11:15 |  |
| San Simón       | 2 - 1 | UTC              | 25 de Noviembre      | 10 de agosto | 13:30 |  |
| Alianza Lima    | 2 - 1 | Sporting Cristal | Alejandro Villanueva | 10 de agosto | 16:00 |  |

| FBC Melgar       | 2 - 1 | César Vallejo   | Monumental UNSA      | 13 de agosto | 11:00 |  |
| Real Garcilaso   | 2 - 2 | Juan Aurich     | Garcilaso de la Vega | 13 de agosto | 13:15 |  |
| Inti Gas         | 2 - 4 | San Martín      | Ciudad de Cumaná     | 13 de agosto | 15:30 |  |
| Los Caimanes     | 0 - 0 | Alianza Lima    | Elías Aguirre        | 13 de agosto | 17:45 |  |
| Universitario    | 1 - 0 | San Simón       | Monumental           | 13 de agosto | 20:00 |  |
| Sporting Cristal | 1 - 2 | Sport Huancayo  | Alberto Gallardo     | 14 de agosto | 11:00 |  |
| Unión Comercio   | 1 - 0 | León de Huánuco | Regional IPD         | 14 de agosto | 13:15 |  |
| UTC              | 2 - 1 | Cienciano       | Héroes de San Ramón  | 14 de agosto | 15:45 |  |

| San Martín      | 2 - 0 | Real Garcilaso   | Miguel Grau          | 16 de agosto    | 15:00 |  |
| César Vallejo   | 1 - 2 | Universitario    | Mansiche             | 16 de agosto    | 20:00 |  |
| San Simón'      | 1 - 0 | FBC Melgar       | 25 de Noviembre      | 17 de agosto    | 11:00 |  |
| Cienciano       | 1 - 1 | Sporting Cristal | Garcilaso de la Vega | 17 de agosto    | 13:30 |  |
| Alianza Lima    | 2 - 2 | Unión Comercio   | Alejandro Villanueva | 17 de agosto    | 16:00 |  |
| Juan Aurich     | 4 - 1 | Inti Gas         | Elías Aguirre        | 17 de agosto    | 18:15 |  |
| Sport Huancayo  | 5 - 1 | Los Caimanes     | Huancayo             | 18 de agosto    | 11:00 |  |
| León de Huánuco | 1 - 0 | UTC              | Heraclio Tapia       | 3 de septiembre | 16:00 |  |

| Los Caimanes   | 2 - 1 | Cienciano        | Francisco Mendoza Pizarro | 23 de agosto | 13:00 |   |
| Unión Comercio | 2 - 0 | Sporting Cristal | Regional IPD              | 24 de agosto | 12:30 |   |
| San Martín     | 1 - 2 | Juan Aurich      | Alberto Gallardo          | 24 de agosto | 15:00 |   |
| Universitario  | 1 - 2 | León de Huánuco  | Monumental                | 24 de agosto | 15:00 |   |
| FBC Melgar     | 2 - 2 | Sport Huancayo   | Monumental UNSA           | 24 de agosto | 15:00 | - |
| Inti Gas       | 3 - 3 | César Vallejo    | Ciudad de Cumaná          | 24 de agosto | 15:00 | - |
| Real Garcilaso | 4 - 1 | San Simón        | Garcilaso de la Vega      | 24 de agosto | 15:00 | - |
| UTC            | 0 - 2 | Alianza Lima     | Héroes de San Ramón       | 24 de agosto | 15:45 | - |

| Cienciano        | 2 - 1 | Unión Comercio | Garcilaso de la Vega | 30 de agosto | 13:00 |   |
| Alianza Lima     | 1 - 1 | FBC Melgar     | Alejandro Villanueva | 30 de agosto | 15:30 |   |
| Juan Aurich      | 2 - 0 | Universitario  | Elías Aguirre        | 30 de agosto | 15:30 |   |
| César Vallejo    | 2 - 0 | Real Garcilaso | Mansiche             | 30 de agosto | 15:30 | - |
| San Simón        | 0 - 0 | San Martín     | 25 de Noviembre      | 30 de agosto | 15:30 | - |
| Sporting Cristal | 1 - 1 | Los Caimanes   | Alberto Gallardo     | 31 de agosto | 11:00 |   |
| Sport Huancayo   | 1 - 1 | UTC            | Huancayo             | 31 de agosto | 13:15 |   |
| León de Huánuco  | 1 - 1 | Inti Gas       | Heraclio Tapia       | 31 de agosto | 15:30 |   |

### Evolución de las posiciones
| Equipo / Jornada          | 01 | 02 | 03 | 04 | 05 | 06 | 07 | 08 | 09 | 10 | 11 | 12 | 13 | 14 | 15 |
| Equipo / Jornada          |    |    |    |    |    |    |    |    |    |    |    |    |    |    |    |
| ------------------------- | -- | -- | -- | -- | -- | -- | -- | -- | -- | -- | -- | -- | -- | -- | -- |
| Juan Aurich               | 4  | 8  | 5  | 6  | 4  | 3  | 5  | 3  | 2  | 3  | 2  | 2  | 1  | 1  | 1  |
| FBC Melgar                | 11 | 6  | 3  | 2  | 1  | 2  | 1  | 1  | 4  | 2  | 4  | 1  | 3  | 2  | 2  |
| Universidad César Vallejo | 8  | 5  | 7  | 3  | 3  | 4  | 2  | 4  | 3  | 4  | 3  | 5  | 6  | 6  | 3  |
| Universitario             | 2  | 2  | 4  | 1  | 2  | 5  | 6  | 5  | 5  | 5  | 5  | 3  | 2  | 3  | 4  |
| Inti Gas                  | 6  | 3  | 2  | 5  | 5  | 1  | 3  | 2  | 1  | 1  | 1  | 4  | 4  | 4  | 5  |
| León de Huánuco           | 13 | 12 | 14 | 10 | 13 | 14 | 11 | 10 | 10 | 12 | 9  | 12 | 13 | 10 | 6  |
| Universidad San Martín    | 9  | 9  | 8  | 7  | 7  | 8  | 7  | 12 | 6  | 10 | 10 | 6  | 5  | 7  | 7  |
| Unión Comercio            | 1  | 1  | 1  | 4  | 6  | 7  | 9  | 9  | 11 | 8  | 11 | 7  | 7  | 5  | 8  |
| Real Garcilaso            | 3  | 7  | 10 | 12 | 9  | 6  | 4  | 7  | 7  | 11 | 6  | 8  | 8  | 8  | 9  |
| Cienciano                 | 16 | 16 | 16 | 15 | 12 | 13 | 9  | 8  | 9  | 7  | 8  | 11 | 11 | 13 | 10 |
| Alianza Lima              | 5  | 4  | 6  | 8  | 8  | 9  | 13 | 13 | 13 | 13 | 13 | 13 | 12 | 9  | 11 |
| UTC                       | 10 | 10 | 9  | 11 | 14 | 10 | 12 | 11 | 12 | 9  | 12 | 9  | 9  | 11 | 12 |
| Sporting Cristal          | 7  | 11 | 13 | 9  | 11 | 12 | 8  | 6  | 8  | 6  | 7  | 10 | 10 | 12 | 13 |
| Sport Huancayo            | 14 | 15 | 12 | 14 | 15 | 15 | 15 | 15 | 16 | 16 | 16 | 15 | 14 | 14 | 14 |
| San Simón                 | 12 | 14 | 11 | 13 | 10 | 11 | 14 | 14 | 14 | 15 | 14 | 14 | 15 | 15 | 15 |
| Los Caimanes              | 15 | 13 | 15 | 16 | 16 | 16 | 16 | 16 | 15 | 14 | 15 | 16 | 16 | 16 | 16 |

## Torneo Clausura
|  | Pos. | Equipo           |                       | PJ | PG | PE | PP | GF | GC | Dif. | Pts. |
|  | ---- | ---------------- | --------------------- | -- | -- | -- | -- | -- | -- | ---- | ---- |
|  | 1º   | Sporting Cristal | Se mantuvo            | 15 | 10 | 3  | 2  | 35 | 19 | +16  | 33   |
|  | 2º   | Alianza Lima     | Se mantuvo            | 15 | 10 | 3  | 2  | 27 | 11 | +16  | 33   |
|  | 3º   | Unión Comercio   | Ascendió de posición  | 15 | 9  | 1  | 5  | 24 | 15 | +9   | 28   |
|  | 4º   | FBC Melgar       | Descendió de posición | 15 | 8  | 3  | 4  | 21 | 16 | +5   | 27   |
|  | 5º   | León de Huánuco  | Se mantuvo            | 15 | 7  | 2  | 6  | 21 | 21 | 0    | 23   |
|  | 6º   | Real Garcilaso   | Ascendió de posición  | 15 | 5  | 6  | 4  | 20 | 17 | +3   | 21   |
|  | 7º   | Universitario    | Ascendió de posición  | 15 | 6  | 3  | 6  | 17 | 17 | 0    | 21   |
|  | 8º   | Inti Gas         | Ascendió de posición  | 15 | 5  | 5  | 5  | 21 | 19 | +2   | 20   |
|  | 9º   | Los Caimanes     | Descendió de posición | 15 | 5  | 5  | 5  | 15 | 18 | -3   | 20   |
|  | 10º  | César Vallejo    | Descendió de posición | 15 | 6  | 1  | 8  | 22 | 24 | -2   | 19   |
|  | 11º  | Juan Aurich      | Descendió de posición | 15 | 5  | 4  | 6  | 13 | 19 | -6   | 19   |
|  | 12º  | Sport Huancayo   | Se mantuvo            | 15 | 5  | 2  | 8  | 16 | 20 | -4   | 17   |
|  | 13º  | Cienciano        | Se mantuvo            | 15 | 5  | 2  | 8  | 16 | 24 | -8   | 17   |
|  | 14º  | UTC              | Se mantuvo            | 15 | 4  | 3  | 8  | 14 | 22 | -8   | 15   |
|  | 15º  | San Martín       | Se mantuvo            | 15 | 4  | 2  | 9  | 21 | 23 | -2   | 14   |
|  | 16º  | San Simón        | Se mantuvo            | 15 | 2  | 3  | 10 | 13 | 31 | -18  | 9    |

|  | Campeón clasifica a la final del campeonato (Play-Off) y a la fase de grupos de la Copa Libertadores 2015. |

### Segunda vuelta
| León de Huánuco  | 1 - 1 | Real Garcilaso | Heraclio Tapia            | 6 de septiembre  | 12:45 |  |
| Cienciano        | 0 - 2 | FBC Melgar     | Garcilaso de la Vega      | 6 de septiembre  | 15:00 |  |
| San Simón        | 1 - 2 | Juan Aurich    | 25 de Noviembre           | 7 de septiembre  | 11:15 |  |
| Sport Huancayo   | 0 - 1 | Universitario  | Huancayo                  | 7 de septiembre  | 13:30 |  |
| Sporting Cristal | 3 - 2 | UTC            | Alberto Gallardo          | 7 de septiembre  | 15:30 |  |
| Los Caimanes     | 1 - 0 | Unión Comercio | Francisco Mendoza Pizarro | 8 de septiembre  | 13:00 |  |
| Alianza Lima     | 2 - 1 | Inti Gas       | Alejandro Villanueva      | 17 de septiembre | 19:00 |  |
| César Vallejo    | 1 - 0 | San Martín     | Mansiche                  | 20 de noviembre  | 15:30 |  |

| UTC            | 1 - 1 | Los Caimanes     | Héroes de San Ramón  | 12 de septiembre | 15:45 |  |
| Unión Comercio | 3 - 1 | San Simón        | Regional IPD         | 13 de septiembre | 10:30 |  |
| Inti Gas       | 1 - 1 | Sport Huancayo   | Ciudad de Cumaná     | 13 de septiembre | 12:45 |  |
| San Martín     | 0 - 1 | León de Huánuco  | Miguel Grau          | 13 de septiembre | 15:30 |  |
| Juan Aurich    | 1 - 2 | César Vallejo    | Elías Aguirre        | 13 de septiembre | 18:00 |  |
| FBC Melgar     | 1 - 0 | Sporting Cristal | Monumental UNSA      | 14 de septiembre | 11:00 |  |
| Real Garcilaso | 0 - 0 | Alianza Lima     | Garcilaso de la Vega | 14 de septiembre | 13:30 |  |
| Universitario  | 2 - 0 | Cienciano        | Monumental           | 14 de septiembre | 16:00 |  |

| Sport Huancayo   | 3 - 1 | Real Garcilaso | Huancayo                  | 20 de septiembre | 10:30 |  |
| Unión Comercio   | 3 - 0 | UTC            | Regional IPD              | 20 de septiembre | 12:45 |  |
| León de Huánuco  | 3 - 0 | Juan Aurich    | Heraclio Tapia            | 20 de septiembre | 15:00 |  |
| César Vallejo    | 2 - 0 | San Simón      | Mansiche                  | 20 de septiembre | 17:30 |  |
| Cienciano        | 0 - 0 | Inti Gas       | Garcilaso de la Vega      | 21 de septiembre | 11:00 |  |
| Los Caimanes     | 0 - 3 | FBC Melgar     | Francisco Mendoza Pizarro | 21 de septiembre | 13:15 |  |
| Alianza Lima     | 2 - 1 | San Martín     | Alejandro Villanueva      | 21 de septiembre | 16:00 |  |
| Sporting Cristal | 3 - 0 | Universitario  | Nacional                  | 24 de septiembre | 20:00 |  |

| San Martín     | 4 - 1 | Sport Huancayo   | Miguel Grau          | 26 de septiembre | 13:30 |  |
| UTC            | 1 - 0 | César Vallejo    | Héroes de San Ramón  | 26 de septiembre | 15:45 |  |
| FBC Melgar     | 1 - 0 | Unión Comercio   | Monumental UNSA      | 27 de septiembre | 12:45 |  |
| Real Garcilaso | 0 - 2 | Cienciano        | Garcilaso de la Vega | 27 de septiembre | 15:00 |  |
| Juan Aurich    | 0 - 0 | Alianza Lima     | Elías Aguirre        | 27 de septiembre | 17:15 |  |
| San Simón      | 2 - 2 | León de Huánuco  | 25 de Noviembre      | 28 de septiembre | 11:00 |  |
| Inti Gas       | 3 - 3 | Sporting Cristal | Ciudad de Cumaná     | 28 de septiembre | 13:30 |  |
| Universitario  | 1 - 0 | Los Caimanes     | Monumental           | 28 de septiembre | 16:00 |  |

| Los Caimanes     | 0 - 0 | Inti Gas       | Francisco Mendoza Pizarro | 1 de octubre    | 11:00 |  |
| Unión Comercio   | 2 - 0 | Universitario  | Regional IPD              | 1 de octubre    | 13:15 |  |
| Sporting Cristal | 1 - 1 | Real Garcilaso | Alberto Gallardo          | 1 de octubre    | 15:30 |  |
| Cienciano        | 3 - 2 | San Martín     | Garcilaso de la Vega      | 2 de octubre    | 11:00 |  |
| Sport Huancayo   | 0 - 1 | Juan Aurich    | Huancayo                  | 2 de octubre    | 13:15 |  |
| UTC              | 2 - 0 | FBC Melgar     | Héroes de San Ramón       | 2 de octubre    | 15:45 |  |
| Alianza Lima     | 2 - 0 | San Simón      | Alejandro Villanueva      | 2 de octubre    | 19:30 |  |
| León de Huánuco  | 1 - 0 | César Vallejo  | Heraclio Tapia            | 26 de noviembre | 15:30 |  |

| San Simón       | 0 - 1 | Sport Huancayo   | 25 de Noviembre      | 10 de octubre  | 13:00 |  |
| Inti Gas        | 1 - 2 | Unión Comercio   | Ciudad de Cumaná     | 11 de octubre  | 12:15 |  |
| Real Garcilaso  | 2 - 0 | Los Caimanes     | Garcilaso de la Vega | 11 de octubre  | 15:00 |  |
| César Vallejo   | 2 - 2 | Alianza Lima     | Mansiche             | 11 de octubre  | 20:00 |  |
| León de Huánuco | 0 - 1 | FBC Melgar       | Heraclio Tapia       | 12 de octubre  | 13:15 |  |
| Universitario   | 3 - 0 | UTC              | Monumental           | 12 de octubre  | 16:00 |  |
| Juan Aurich     | 1 - 0 | Cienciano        | Elías Aguirre        | 12 de octubre  | 18:15 |  |
| San Martín      | 0 - 1 | Sporting Cristal | Miguel Grau          | 5 de noviembre | 15:30 |  |

| UTC              | 0 - 1 | Inti Gas        | Héroes de San Ramón  | 16 de octubre | 15:45 |  |
| Sporting Cristal | 4 - 1 | Juan Aurich     | Alberto Gallardo     | 17 de octubre | 15:30 |  |
| Cienciano        | 2 - 0 | San Simón       | Garcilaso de la Vega | 18 de octubre | 10:30 |  |
| FBC Melgar       | 1 - 1 | Universitario   | Monumental UNSA      | 18 de octubre | 12:45 |  |
| Los Caimanes     | 4 - 1 | San Martín      | Elías Aguirre        | 18 de octubre | 15:00 |  |
| Unión Comercio   | 2 - 2 | Real Garcilaso  | Regional IPD         | 19 de octubre | 11:00 |  |
| Sport Huancayo   | 3 - 1 | César Vallejo   | Huancayo             | 19 de octubre | 13:15 |  |
| Alianza Lima     | 2 - 0 | León de Huánuco | Alejandro Villanueva | 19 de octubre | 16:00 |  |

| San Simón       | 2 - 3 | Sporting Cristal | 25 de Noviembre      | 21 de octubre | 13:15 |  |
| San Martín      | 2 - 1 | Unión Comercio   | Miguel Grau          | 21 de octubre | 15:30 |  |
| Juan Aurich     | 0 - 0 | Los Caimanes     | Elías Aguirre        | 21 de octubre | 18:15 |  |
| Real Garcilaso  | 3 - 0 | UTC              | Garcilaso de la Vega | 22 de octubre | 11:00 |  |
| Inti Gas        | 2 - 0 | FBC Melgar       | Ciudad de Cumaná     | 22 de octubre | 13:15 |  |
| León de Huánuco | 1 - 0 | Sport Huancayo   | Heraclio Tapia       | 22 de octubre | 15:30 |  |
| César Vallejo   | 3 - 2 | Cienciano        | Mansiche             | 22 de octubre | 17:45 |  |
| Alianza Lima    | 1 - 0 | Universitario    | Estadio Nacional     | 22 de octubre | 20:00 |  |

| Cienciano        | 4 - 2 | León de Huánuco | Garcilaso de la Vega | 25 de octubre | 12:45 |  |
| Sporting Cristal | 4 - 1 | César Vallejo   | Alberto Gallardo     | 25 de octubre | 15:00 |  |
| Sport Huancayo   | 0 - 1 | Alianza Lima    | Huancayo             | 25 de octubre | 17:30 |  |
| FBC Melgar       | 2 - 2 | Real Garcilaso  | Monumental UNSA      | 26 de octubre | 11:00 |  |
| Unión Comercio   | 1 - 0 | Juan Aurich     | Regional IPD         | 26 de octubre | 13:15 |  |
| Universitario    | 1 - 1 | Inti Gas        | Monumental           | 26 de octubre | 16:00 |  |
| Los Caimanes     | 0 - 2 | San Simón       | Elías Aguirre        | 26 de octubre | 18:15 |  |
| UTC              | 1 - 1 | San Martín      | Héroes de San Ramón  | 27 de octubre | 15:45 |  |

| San Simón       | 1 - 0 | Inti Gas         | 25 de Noviembre      | 1 de noviembre | 10:30 |  |
| Real Garcilaso  | 2 - 0 | Universitario    | Garcilaso de la Vega | 1 de noviembre | 12:45 |  |
| San Martín      | 0 - 2 | FBC Melgar       | Miguel Grau          | 1 de noviembre | 15:00 |  |
| Juan Aurich     | 2 - 0 | UTC              | Elías Aguirre        | 1 de noviembre | 18:15 |  |
| César Vallejo   | 2 - 3 | Los Caimanes     | Mansiche             | 1 de noviembre | 20:30 |  |
| Sport Huancayo  | 2 - 1 | Unión Comercio   | Huancayo             | 2 de noviembre | 11:00 |  |
| León de Huánuco | 1 - 3 | Sporting Cristal | Heraclio Tapia       | 2 de noviembre | 13:15 |  |
| Alianza Lima    | 5 - 0 | Cienciano        | Alejandro Villanueva | 2 de noviembre | 16:00 |  |

| UTC              | 3 - 0 | San Simón       | Héroes de San Ramón  | 6 de noviembre  | 15:45 |  |
| Cienciano        | 2 - 0 | Sport Huancayo  | Garcilaso de la Vega | 7 de noviembre  | 15:00 |  |
| Unión Comercio   | 2 - 1 | César Vallejo   | Regional IPD         | 8 de noviembre  | 12:30 |  |
| FBC Melgar       | 1 - 1 | Juan Aurich     | Monumental UNSA      | 8 de noviembre  | 15:00 |  |
| Los Caimanes     | 3 - 2 | León de Huánuco | Elías Aguirre        | 8 de noviembre  | 17:15 |  |
| Inti Gas         | 2 - 1 | Real Garcilaso  | Ciudad de Cumaná     | 9 de noviembre  | 13:15 |  |
| Universitario    | 3 - 1 | San Martín      | Monumental           | 9 de noviembre  | 16:00 |  |
| Sporting Cristal | 3 - 2 | Alianza Lima    | Nacional             | 20 de noviembre | 20:00 |  |

| Sport Huancayo  | 1 - 2 | Sporting Cristal | Huancayo             | 11 de noviembre | 18:30 |  |
| Cienciano       | 1 - 1 | UTC              | Garcilaso de la Vega | 12 de noviembre | 11:00 |  |
| León de Huánuco | 2 - 0 | Unión Comercio   | Heraclio Tapia       | 12 de noviembre | 13:15 |  |
| Juan Aurich     | 1 - 0 | Real Garcilaso   | Elías Aguirre        | 12 de noviembre | 15:30 |  |
| César Vallejo   | 1 - 2 | FBC Melgar       | Mansiche             | 12 de noviembre | 17:45 |  |
| Alianza Lima    | 3 - 1 | Los Caimanes     | Alejandro Villanueva | 12 de noviembre | 20:00 |  |
| San Simón       | 1 - 1 | Universitario    | 25 de Noviembre      | 13 de noviembre | 13:15 |  |
| San Martín      | 2 - 1 | Inti Gas         | Miguel Grau          | 26 de noviembre | 15:00 |  |

| Sporting Cristal | 2 - 0 | Cienciano       | Alberto Gallardo     | 15 de noviembre | 15:00 |  |
| Inti Gas         | 3 - 1 | Juan Aurich     | Ciudad de Cumaná     | 16 de noviembre | 11:00 |  |
| Universitario    | 1 - 2 | César Vallejo   | Monumental           | 16 de noviembre | 16:00 |  |
| FBC Melgar       | 2 - 1 | San Simón       | Monumental UNSA      | 17 de noviembre | 15:30 |  |
| Los Caimanes     | 0 - 0 | Sport Huancayo  | Elías Aguirre        | 17 de noviembre | 17:45 |  |
| UTC              | 0 - 1 | León de Huánuco | Héroes de San Ramón  | 18 de noviembre | 15:45 |  |
| Unión Comercio   | 1 - 0 | Alianza Lima    | Regional IPD         | 26 de noviembre | 13:00 |  |
| Real Garcilaso   | 1 - 0 | San Martín      | Garcilaso de la Vega | 28 de noviembre | 15:30 |  |

| San Simón        | 2 - 2 | Real Garcilaso | 25 de Noviembre      | 22 de noviembre | 10:30 |  |
| Cienciano        | 0 - 1 | Los Caimanes   | Garcilaso de la Vega | 22 de noviembre | 12:45 |  |
| Sport Huancayo   | 3 - 1 | FBC Melgar     | Huancayo             | 22 de noviembre | 15:00 |  |
| César Vallejo    | 3 - 0 | Inti Gas       | Mansiche             | 22 de noviembre | 20:00 |  |
| Sporting Cristal | 2 - 3 | Unión Comercio | Alberto Gallardo     | 23 de noviembre | 11:00 |  |
| León de Huánuco  | 2 - 0 | Universitario  | Heraclio Tapia       | 23 de noviembre | 13:15 |  |
| Alianza Lima     | 2 - 0 | UTC            | Alejandro Villanueva | 23 de noviembre | 16:00 |  |
| Juan Aurich      | 1 - 1 | San Martín     | Elías Aguirre        | 23 de noviembre | 18:15 |  |

| Real Garcilaso | 2 - 1 | César Vallejo    | Garcilaso de la Vega | 30 de noviembre | 15:30 | - |
| San Martín     | 6 - 0 | San Simón        | Miguel Grau          | 30 de noviembre | 15:30 | - |
| Inti Gas       | 5 - 2 | León de Huánuco  | Ciudad de Cumaná     | 30 de noviembre | 15:30 | - |
| Unión Comercio | 3 - 0 | Cienciano        | Regional IPD         | 30 de noviembre | 15:30 | - |
| UTC            | 3 - 1 | Sport Huancayo   | Héroes de San Ramón  | 30 de noviembre | 15:30 | - |
| FBC Melgar     | 2 - 3 | Alianza Lima     | Monumental UNSA      | 30 de noviembre | 15:30 |   |
| Universitario  | 3 - 1 | Juan Aurich      | Monumental           | 30 de noviembre | 15:30 | - |
| Los Caimanes   | 1 - 1 | Sporting Cristal | Elías Aguirre        | 30 de noviembre | 15:30 |   |

### Efecto de la clasificación
| Equipo / Jornada          | 01 | 02 | 03 | 04 | 05 | 06 | 07 | 08 | 09 | 10 | 11 | 12 | 13 | 14 | 15 |
| Equipo / Jornada          |    |    |    |    |    |    |    |    |    |    |    |    |    |    |    |
| ------------------------- | -- | -- | -- | -- | -- | -- | -- | -- | -- | -- | -- | -- | -- | -- | -- |
| Sporting Cristal          | 2  | 9  | 5  | 5  | 6  | 6  | 5  | 3  | 2  | 2  | 2  | 2  | 1  | 1  | 1  |
| Alianza Lima              | 8  | 3  | 3  | 4  | 2  | 3  | 2  | 1  | 1  | 1  | 1  | 1  | 2  | 2  | 2  |
| Unión Comercio            | 15 | 6  | 4  | 6  | 3  | 2  | 3  | 4  | 4  | 4  | 4  | 4  | 4  | 4  | 3  |
| FBC Melgar                | 1  | 1  | 1  | 1  | 1  | 1  | 1  | 2  | 3  | 3  | 3  | 3  | 3  | 3  | 4  |
| León de Huánuco           | 6  | 4  | 2  | 3  | 5  | 7  | 9  | 6  | 9  | 12 | 12 | 11 | 8  | 5  | 5  |
| Real Garcilaso            | 7  | 10 | 12 | 15 | 15 | 12 | 13 | 9  | 7  | 5  | 9  | 9  | 12 | 9  | 6  |
| Universitario             | 5  | 2  | 7  | 2  | 4  | 4  | 4  | 5  | 5  | 6  | 5  | 5  | 5  | 10 | 7  |
| Inti Gas                  | 9  | 12 | 11 | 14 | 12 | 14 | 12 | 10 | 8  | 11 | 10 | 10 | 7  | 11 | 8  |
| Los Caimanes              | 4  | 5  | 9  | 12 | 11 | 13 | 10 | 13 | 13 | 10 | 7  | 8  | 11 | 7  | 9  |
| Universidad César Vallejo | 10 | 7  | 6  | 7  | 10 | 8  | 11 | 8  | 11 | 13 | 14 | 14 | 10 | 6  | 10 |
| Juan Aurich               | 3  | 8  | 10 | 11 | 9  | 5  | 8  | 7  | 10 | 7  | 8  | 6  | 6  | 8  | 11 |
| Sport Huancayo            | 14 | 13 | 8  | 8  | 13 | 9  | 6  | 12 | 12 | 8  | 11 | 12 | 13 | 12 | 12 |
| Cienciano                 | 16 | 16 | 14 | 9  | 8  | 10 | 7  | 11 | 6  | 9  | 6  | 7  | 9  | 13 | 13 |
| UTC                       | 12 | 11 | 13 | 10 | 7  | 11 | 14 | 14 | 14 | 14 | 13 | 13 | 14 | 14 | 14 |
| Universidad San Martín    | 11 | 14 | 15 | 13 | 14 | 15 | 15 | 15 | 15 | 15 | 15 | 16 | 16 | 15 | 15 |
| San Simón                 | 13 | 15 | 16 | 16 | 16 | 16 | 16 | 16 | 16 | 16 | 16 | 15 | 15 | 16 | 16 |

### Partido definitorio
Los dos equipos que culminaron empatados en puntos en el primer lugar del Torneo Clausura juegan un partido definitorio en campo neutral designado por la Junta Directiva de la ADFP. Si el partido termina empatado luego de los 90 minutos de juego reglamentario se procede a jugar dos tiempos suplementarios de 15 minutos cada uno, si luego de esto el empate persiste se define al ganador mediante tiros desde el punto penal de acuerdo al sistema FIFA.
| 4 de diciembre de 2014, 19:30 | Alianza Lima | 0:1 (0:0) | Sporting Cristal | Estadio Monumental UNSA, Arequipa                          |                                                            |
|                               |              | Reporte   | Blanco 57'       | Asistencia: 21.898 espectadores Árbitro(s): Henry Gambetta | Asistencia: 21.898 espectadores Árbitro(s): Henry Gambetta |

## Resultados
Las filas corresponden a los encuentros de local de cada uno de los equipos, mientras que las columnas corresponden a los encuentros de visitante. Según las filas, los resultados en color azul corresponden a victoria del equipo local, rojo a victoria visitante y blanco a empate.
|                  | AL  | CIE | MEL | INT | AUR | LHU | LC  | RG  | SS  | SHU | SC  | UC  | UCV | USM | U   | UTC |
| ---------------- | --- | --- | --- | --- | --- | --- | --- | --- | --- | --- | --- | --- | --- | --- | --- | --- |
| Alianza Lima     |     | 5-0 | 1-1 | 2-1 | 0-0 | 2-0 | 3-1 | 2-0 | 2-0 | 4-3 | 2-1 | 2-2 | 0-0 | 2-1 | 1-0 | 2-0 |
| Cienciano        | 2-1 |     | 0-2 | 0-0 | 1-1 | 4-2 | 0-1 | 2-0 | 2-0 | 2-0 | 1-1 | 2-1 | 2-0 | 3-2 | 1-2 | 1-1 |
| FBC Melgar       | 2-3 | 0-0 |     | 2-2 | 1-1 | 1-1 | 3-0 | 2-2 | 2-1 | 2-2 | 1-0 | 1-0 | 2-1 | 2-1 | 1-1 | 2-2 |
| Inti Gas         | 1-1 | 3-1 | 2-0 |     | 3-1 | 5-2 | 2-1 | 2-1 | 3-2 | 1-1 | 3-3 | 1-2 | 3-3 | 2-4 | 2-0 | 1-1 |
| Juan Aurich      | 0-0 | 1-0 | 3-1 | 4-1 |     | 2-1 | 0-0 | 1-0 | 2-1 | 6-0 | 3-4 | 2-1 | 1-2 | 1-1 | 2-0 | 2-0 |
| León de Huánuco  | 1-0 | 2-2 | 0-1 | 1-1 | 3-0 |     | 1-0 | 1-1 | 4-0 | 1-0 | 1-3 | 2-0 | 1-0 | 1-1 | 2-0 | 1-0 |
| Los Caimanes     | 0-0 | 2-1 | 0-3 | 0-0 | 0-4 | 3-2 |     | 0-1 | 0-2 | 0-0 | 1-1 | 1-0 | 1-0 | 4-1 | 2-4 | 0-0 |
| Real Garcilaso   | 0-0 | 0-2 | 1-1 | 3-0 | 2-2 | 3-1 | 2-0 |     | 4-1 | 1-2 | 2-1 | 1-0 | 2-1 | 1-0 | 2-0 | 3-0 |
| San Simón        | 1-0 | 0-2 | 1-0 | 1-0 | 1-2 | 2-2 | 2-4 | 2-2 |     | 0-1 | 2-3 | 0-1 | 2-1 | 0-0 | 1-1 | 2-1 |
| Sport Huancayo   | 0-1 | 3-1 | 3-1 | 1-3 | 0-1 | 0-1 | 5-1 | 3-1 | 1-1 |     | 1-2 | 2-1 | 3-1 | 2-4 | 0-1 | 1-1 |
| Sporting Cristal | 3-2 | 2-0 | 1-2 | 3-0 | 4-1 | 4-0 | 1-1 | 1-1 | 6-0 | 1-2 |     | 2-3 | 4-1 | 0-0 | 3-0 | 3-2 |
| Unión Comercio   | 1-0 | 3-0 | 0-2 | 0-1 | 1-0 | 1-0 | 4-0 | 2-2 | 3-1 | 3-0 | 2-0 |     | 2-1 | 1-0 | 2-0 | 3-0 |
| U. César Vallejo | 2-2 | 3-2 | 1-2 | 3-0 | 2-0 | 3-1 | 2-3 | 2-0 | 2-0 | 2-0 | 3-2 | 1-0 |     | 1-0 | 1-2 | 3-0 |
| U. San Martín    | 1-1 | 0-1 | 0-2 | 2-1 | 1-2 | 0-1 | 3-1 | 2-0 | 6-0 | 4-1 | 0-1 | 2-1 | 1-1 |     | 3-3 | 4-0 |
| Universitario    | 1-0 | 2-0 | 1-2 | 1-1 | 3-1 | 1-2 | 1-0 | 2-1 | 1-0 | 3-0 | 0-0 | 0-0 | 1-2 | 3-1 |     | 3-0 |
| UTC              | 0-2 | 2-1 | 2-0 | 0-1 | 3-1 | 0-1 | 1-1 | 1-0 | 3-0 | 3-1 | 1-1 | 1-1 | 1-0 | 1-1 | 2-1 |     |

## Tabla acumulada
Muestra los puntos que obtienen los equipos a lo largo de toda la temporada. Sirve para definir la clasificación a los torneos internacionales y la pérdida de categoría.  El campeón y subcampeón del Torneo del Inca 2014 jugarán la Copa Libertadores 2015 como Perú 3 y la Copa Sudamericana 2015 como Perú 4 respectivamente si ambos equipos están entre los 8 mejores de la tabla acumulada.
Los campeones del Apertura y Clausura jugarán la Tercera Etapa, donde definirán al campeón nacional y también definirán sus cupos a la fase de grupos de la Copa Libertadores 2015 como Perú 1 (campeón) y Perú 2 (subcampeón). Si el campeón del Torneo del Inca 2014 campeona el Apertura o el Clausura, clasificará tanto a la Copa Libertadores 2015 como a la Copa Sudamericana 2015 (como Perú 1), cediendo el cupo de Perú 3 de la Libertadores al tercer mejor equipo del Descentralizado. En este escenario, los cupos de Perú 2, Perú 3 y Perú 4 a la Sudamericana se definirán mediante el puntaje acumulado durante el Apertura y Clausura. Si el campeón del Torneo del Inca no campeona el Apertura o el Clausura, sólo clasificará a la Libertadores como Perú 3 y los cupos a la Copa Sudamericana los obtendrán los mejores equipos del puntaje acumulado que no hayan clasificado a la Libertadores. Finalmente, los dos equipos con menor puntaje descenderán a la Segunda División 2015.
|  | Pos. | Equipo                 |                       | PJ | PG | PE | PP | GF | GC | Dif. | Pts. |
|  | ---- | ---------------------- | --------------------- | -- | -- | -- | -- | -- | -- | ---- | ---- |
|  | 1º   | FBC Melgar (2)         | Se mantuvo            | 30 | 14 | 10 | 6  | 44 | 33 | +11  | 54   |
|  | 2º   | Alianza Lima           | Ascendió de posición  | 30 | 14 | 10 | 6  | 43 | 25 | +18  | 52   |
|  | 3º   | Sporting Cristal (C)   | Descendió de posición | 30 | 14 | 8  | 8  | 61 | 38 | +23  | 50   |
|  | 4º   | Unión Comercio         | Ascendió de posición  | 30 | 15 | 4  | 11 | 41 | 27 | +14  | 49   |
|  | 5º   | Juan Aurich            | Descendió de posición | 30 | 14 | 7  | 9  | 47 | 37 | +10  | 49   |
|  | 6º   | Universitario (3)      | Ascendió de posición  | 30 | 13 | 6  | 11 | 38 | 35 | +3   | 46   |
|  | 7º   | León de Huánuco        | Descendió de posición | 30 | 13 | 6  | 11 | 39 | 40 | -1   | 45   |
|  | 8º   | César Vallejo          | Descendió de posición | 30 | 13 | 4  | 13 | 45 | 40 | +5   | 43   |
|  | 9º   | Inti Gas               | Se mantuvo            | 30 | 11 | 10 | 9  | 46 | 46 | 0    | 43   |
|  | 10º  | Real Garcilaso         | Se mantuvo            | 30 | 11 | 8  | 11 | 39 | 36 | +3   | 41   |
|  | 11º  | Cienciano (1)          | Se mantuvo            | 30 | 11 | 6  | 13 | 36 | 42 | -6   | 36   |
|  | 12º  | Universidad San Martín | Se mantuvo            | 30 | 9  | 8  | 13 | 46 | 40 | +6   | 35   |
|  | 13º  | UTC                    | Ascendió de posición  | 30 | 8  | 9  | 13 | 29 | 43 | -14  | 33   |
|  | 14º  | Sport Huancayo         | Descendió de posición | 30 | 9  | 5  | 16 | 38 | 54 | -16  | 32   |
|  | 15º  | Los Caimanes (D)       | Descendió de posición | 30 | 8  | 8  | 14 | 28 | 49 | -21  | 32   |
|  | 16º  | San Simón (D)          | Se mantuvo            | 30 | 6  | 5  | 19 | 26 | 61 | -35  | 23   |

- PJ = Partidos jugados; G = Partidos ganados; E = Partidos empatados; P = Partidos perdidos; GF = Goles a favor; GC = Goles en contra; Dif = Diferencia de goles; PTS = Puntos.

- Criterios de clasificación: 1) Puntos; 2) Diferencia de goles; 3) Goles a favor; 4) Resultado entre clubes involucrados; 5) Sorteo.

|  | Clasificado a la fase de grupos de la Copa Libertadores 2015. |
|  | Clasificado a la primera fase de la Copa Libertadores 2015.   |
|  | Clasificado a la Copa Sudamericana 2015.                      |
|  | Descendido a la Segunda División 2015.                        |

| (C) Campeón    |
| (D) Descendido |

### Evolución de la clasificación
| Equipo / Jornada          | 01 | 02 | 03 | 04 | 05 | 06 | 07 | 08 | 09 | 10 | 11 | 12 | 13 | 14 | 15 | 16 | 17 | 18 | 19 | 20 | 21 | 22 | 23 | 24 | 25 | 26 | 27 | 28 | 29 | 30 |
| Equipo / Jornada          |    |    |    |    |    |    |    |    |    |    |    |    |    |    |    |    |    |    |    |    |    |    |    |    |    |    |    |    |    |    |
| ------------------------- | -- | -- | -- | -- | -- | -- | -- | -- | -- | -- | -- | -- | -- | -- | -- | -- | -- | -- | -- | -- | -- | -- | -- | -- | -- | -- | -- | -- | -- | -- |
| FBC Melgar                | 11 | 6  | 3  | 2  | 1  | 2  | 1  | 1  | 4  | 2  | 4  | 1  | 3  | 2  | 2  | 2  | 2  | 1  | 1  | 2  | 2  | 1  | 2  | 1  | 1  | 1  | 1  | 1  | 1  | 1  |
| Alianza Lima              | 5  | 4  | 6  | 8  | 8  | 9  | 13 | 13 | 13 | 13 | 13 | 13 | 12 | 9  | 11 | 11 | 8  | 7  | 7  | 6  | 6  | 5  | 3  | 3  | 3  | 3  | 3  | 4  | 3  | 2  |
| Sporting Cristal          | 7  | 11 | 13 | 9  | 11 | 12 | 8  | 6  | 8  | 6  | 7  | 10 | 10 | 12 | 13 | 10 | 11 | 9  | 9  | 10 | 11 | 10 | 9  | 6  | 4  | 5  | 4  | 2  | 2  | 3  |
| Unión Comercio            | 1  | 1  | 1  | 4  | 6  | 7  | 10 | 9  | 9  | 8  | 11 | 7  | 7  | 5  | 8  | 8  | 6  | 6  | 6  | 4  | 4  | 4  | 5  | 5  | 6  | 6  | 6  | 6  | 5  | 4  |
| Juan Aurich               | 4  | 8  | 5  | 6  | 4  | 3  | 5  | 3  | 2  | 3  | 2  | 2  | 1  | 1  | 1  | 1  | 1  | 2  | 2  | 1  | 1  | 2  | 1  | 2  | 2  | 2  | 2  | 3  | 4  | 5  |
| Universitario             | 2  | 2  | 4  | 1  | 2  | 5  | 6  | 5  | 5  | 5  | 5  | 3  | 2  | 3  | 4  | 3  | 3  | 4  | 3  | 3  | 3  | 3  | 4  | 4  | 5  | 4  | 5  | 5  | 8  | 6  |
| León de Huánuco           | 13 | 12 | 14 | 10 | 13 | 14 | 11 | 10 | 10 | 12 | 9  | 12 | 13 | 10 | 6  | 5  | 5  | 5  | 5  | 7  | 7  | 7  | 7  | 9  | 10 | 11 | 9  | 9  | 6  | 7  |
| Universidad César Vallejo | 8  | 5  | 7  | 3  | 3  | 4  | 2  | 4  | 3  | 4  | 3  | 5  | 6  | 6  | 3  | 4  | 4  | 3  | 4  | 5  | 5  | 6  | 6  | 7  | 7  | 9  | 10 | 7  | 7  | 8  |
| Inti Gas                  | 6  | 3  | 2  | 5  | 5  | 1  | 4  | 2  | 1  | 1  | 1  | 4  | 4  | 4  | 5  | 6  | 7  | 8  | 8  | 8  | 8  | 8  | 8  | 8  | 9  | 7  | 7  | 8  | 9  | 9  |
| Real Garcilaso            | 3  | 7  | 10 | 12 | 9  | 6  | 3  | 7  | 7  | 11 | 6  | 8  | 8  | 8  | 9  | 9  | 9  | 10 | 12 | 13 | 10 | 11 | 10 | 11 | 8  | 10 | 11 | 11 | 10 | 10 |
| Cienciano                 | 16 | 16 | 16 | 15 | 12 | 13 | 9  | 8  | 9  | 7  | 8  | 11 | 11 | 13 | 10 | 12 | 12 | 12 | 11 | 9  | 9  | 9  | 11 | 10 | 11 | 8  | 8  | 10 | 11 | 11 |
| Universidad San Martín    | 9  | 9  | 8  | 7  | 7  | 8  | 7  | 12 | 6  | 10 | 10 | 6  | 5  | 7  | 7  | 7  | 10 | 11 | 10 | 12 | 13 | 14 | 12 | 12 | 12 | 13 | 13 | 14 | 12 | 12 |
| UTC                       | 10 | 10 | 9  | 11 | 14 | 10 | 12 | 11 | 12 | 9  | 12 | 9  | 9  | 11 | 12 | 13 | 13 | 13 | 13 | 11 | 12 | 12 | 14 | 13 | 14 | 12 | 12 | 12 | 15 | 13 |
| Sport Huancayo            | 14 | 15 | 12 | 14 | 15 | 15 | 15 | 15 | 16 | 16 | 16 | 15 | 14 | 14 | 14 | 14 | 14 | 14 | 14 | 14 | 14 | 13 | 13 | 14 | 13 | 14 | 14 | 13 | 13 | 14 |
| Los Caimanes              | 15 | 13 | 15 | 16 | 16 | 16 | 16 | 16 | 15 | 14 | 15 | 16 | 16 | 16 | 16 | 15 | 15 | 15 | 15 | 15 | 15 | 15 | 15 | 15 | 15 | 15 | 15 | 15 | 14 | 15 |
| San Simón                 | 12 | 14 | 11 | 13 | 10 | 11 | 14 | 14 | 14 | 15 | 14 | 14 | 15 | 15 | 15 | 16 | 16 | 16 | 16 | 16 | 16 | 16 | 16 | 16 | 16 | 16 | 16 | 16 | 16 | 16 |

### Definición del descenso
El partido de definición se jugó a partido único entre los dos equipos que igualaron en el 15º lugar. El partido se realizó entre Sport Huancayo y Los Caimanes.
| 4 de diciembre del 2014, 15:00 | Sport Huancayo | '1:0' (0:0) (t. s.)(1:0 t. s.) | Los Caimanes | Estadio Julio Lores Colán, Huaral                         |                                                           |
|                                | Chirinos 119'  | Reporte                        |              | Asistencia: 1.449 espectadores Árbitro(s): Luis Seminario | Asistencia: 1.449 espectadores Árbitro(s): Luis Seminario |

## Tercera Etapa
La tercera etapa —también conocida como Play-Off— enfrenta a los ganadores del torneo Apertura y torneo Clausura en partidos de ida y vuelta. En caso de que un mismo equipo ganara ambos torneos, ésta no se realizaría, ya que dicho equipo sería considerado campeón nacional automáticamente.
Los ganadores del Apertura y Clausura, mantendrán su derecho a jugar el Play Off siempre y cuando ocupen uno de los ocho primeros lugares en la Tabla Acumulada del Torneo Descentralizado.
Si se llegase a realizar esta tercera etapa, el equipo que haya acumulado más puntos elegirá el orden de los partidos de ida y vuelta.
| Finalistas       | Vía de clasificación        |
| ---------------- | --------------------------- |
| Juan Aurich      | Ganador del Torneo Apertura |
| Sporting Cristal | Ganador del Torneo Clausura |

### Ida
| 14 de diciembre de 2014, 15:45 | Juan Aurich               | 2:2 (0:2) | Sporting Cristal | Estadio Elías Aguirre, Chiclayo                          |                                                          |
|                                | Ramos 88' · Pacheco 90+3' | Reporte   | Ávila 24' 36'    | Asistencia: 10.002 espectadores Árbitro(s): Manuel Garay | Asistencia: 10.002 espectadores Árbitro(s): Manuel Garay |

| Uniformes | Uniformes |
| --------- | --------- |
|           |           |

### Vuelta
| 17 de diciembre de 2014, 20:00 | Sporting Cristal | 0:0     | Juan Aurich | Estadio Nacional, Lima                                           |                                                                  |
|                                |                  | Reporte |             | Asistencia: 30.569 espectadores Árbitro(s): Víctor Hugo Carrillo | Asistencia: 30.569 espectadores Árbitro(s): Víctor Hugo Carrillo |

| Uniformes | Uniformes |
| --------- | --------- |
|           |           |

### Tercer partido
| 21 de diciembre de 2014, 15:30 | Juan Aurich            | 2:3 (2:2) (2:1) (t. s.)(2:3 t. s.) | Sporting Cristal                         | Estadio Mansiche, Trujillo                                    |                                                               |
|                                | Rengifo 12' · Viza 43' | Reporte                            | Ávila 41' · Calcaterra 67' · Chávez 113' | Asistencia: 18.985 espectadores Árbitro(s): Miguel Santivañez | Asistencia: 18.985 espectadores Árbitro(s): Miguel Santivañez |

| Uniformes | Uniformes |
| --------- | --------- |
|           |           |

|                                               |
|                                               |
| Campeón Nacional Sporting Cristal 17.º título |

## Goleadores
Simbología:

: Goles anotados.

| Jugador                                       | Equipo                 | Goles anotados |
| --------------------------------------------- | ---------------------- | -------------- |
| Santiago Silva                                | Universidad San Martín | 23             |
| Irven Ávila                                   | Sporting Cristal       | 20             |
| Ramón Rodríguez                               | Real Garcilaso         | 17             |
| Cristian Bogado                               | Unión Comercio         | 17             |
| Bernardo Cuesta                               | FBC Melgar             | 17             |
| Carlos Lobatón                                | Sporting Cristal       | 16             |
| Raúl Ruidíaz                                  | Universitario          | 14             |
| Hernán Rengifo                                | Juan Aurich            | 13             |
| Kleyr Vieira                                  | Sport Huancayo         | 13             |
| Gabriel Costa                                 | Alianza Lima           | 12             |
| Roberto Jiménez                               | Los Caimanes           | 11             |
| Gary Correa                                   | Cienciano              | 11             |
| Luis Perea                                    | Universidad San Martín | 11             |
| Última actualización: 23 de diciembre de 2014 |                        |                |

Fuente: ADFP

## Asistencia y recaudación

### Asistencia de local
| #   | Equipo           | PJ  | Pagantes  | Invitados | Total     | Promedio | Recaudación (S/.) |
| --- | ---------------- | --- | --------- | --------- | --------- | -------- | ----------------- |
| 01° | FBC Melgar       | 22  | 172,700   | 7,802     | 180,502   | 8,205    | 1,611,529.69      |
| 02º | Alianza Lima     | 22  | 161,264   | 17,421    | 178,685   | 8,122    | 4,296,857.842     |
| 03° | Sporting Cristal | 23  | 144,721   | 30,265    | 174,986   | 7,608    | 6,042,673.541     |
| 04° | Universitario    | 22  | 154,859   | 4,255     | 165,114   | 7,505    | 2,615,932.83      |
| 05° | Juan Aurich      | 23  | 67,234    | 33,594    | 100,828   | 4,384    | 1,862,245.143     |
| 06° | U. César Vallejo | 22  | 59,217    | 18,020    | 77,237    | 3,511    | 849,175.30        |
| 07° | Cienciano        | 22  | 62,767    | 10,393    | 73,160    | 3,325    | 989,448.73        |
| 08° | UTC              | 22  | 61,890    | 10,976    | 72,866    | 3,312    | 1,211,211.41      |
| 09° | Inti Gas         | 22  | 50,684    | 5,806     | 56,490    | 2,568    | 504,715.13        |
| 10° | San Simón        | 22  | 34,389    | 15,273    | 49,662    | 2,258    | 438,842.90        |
| 11° | Real Garcilaso   | 22  | 39,430    | 6,772     | 46,202    | 2,100    | 377,838.96        |
| 12° | León de Huánuco  | 22  | 41,534    | 1,890     | 43,424    | 1,974    | 435,790.10        |
| 13° | U. San Martín    | 22  | 26,156    | 7,675     | 33,831    | 1,538    | 436,570.924       |
| 14° | Sport Huancayo   | 22  | 24,982    | 5,940     | 30,922    | 1,406    | 449,624.00        |
| 15° | Unión Comercio   | 22  | 13,410    | 7,082     | 20,492    | 931      | 404,233.59        |
| 16° | Los Caimanes     | 22  | 12,228    | 5,334     | 17,562    | 798      | 148,563.38        |
| -   | Total            | 354 | 1,162,149 | 188,498   | 1,350,647 | 3,815    | 45,350,506.92     |

### Asistencia de local y visita
| #   | Equipo                    | De Local | De Visita | Total   |
| --- | ------------------------- | -------- | --------- | ------- |
| 1º  | Alianza Lima              | 178.685  | 208.226   | 386.911 |
| 2º  | Universitario de Deportes | 165.114  | 218.466   | 383.580 |
| 3º  | Sporting Cristal          | 174.986  | 170.802   | 345.788 |
| 4º  | FBC Melgar                | 180.502  | 54.024    | 234.526 |
| 5º  | Juan Aurich               | 100.828  | 113.885   | 214.713 |
| 6º  | Universidad César Vallejo | 77.237   | 51.539    | 128.776 |
| 7º  | UTC                       | 72.866   | 52.837    | 125.703 |
| 8º  | Cienciano                 | 73.160   | 51.181    | 124.341 |
| 9º  | Inti Gas                  | 56.490   | 61.451    | 117.941 |
| 10º | León de Huánuco           | 43.424   | 73.968    | 117.392 |
| 11º | San Simón                 | 49.662   | 52.954    | 102.616 |
| 12º | Real Garcilaso            | 46.202   | 53.662    | 99.864  |
| 13º | Unión Comercio            | 20.492   | 67.706    | 88.198  |
| 14º | Sport Huancayo            | 30.922   | 56.511    | 87.433  |
| 15º | Universidad San Martín    | 20.602   | 65.456    | 86.058  |
| 16º | Los Caimanes              | 17.562   | 37.832    | 55.394  |

### Partidos con más asistencia
| Fecha | Local            | Visita           | Asistencia | Recaudación  | Estadio                       |
| ----- | ---------------- | ---------------- | ---------- | ------------ | ----------------------------- |
| 22°   | FBC Melgar       | Universitario    | 30.584     | 491.182,00   | Estadio Monumental de la UNSA |
| PO    | Sporting Cristal | Juan Aurich      | 30.569     | 1.627.477,60 | Estadio Nacional del Perú     |
| 26°   | Sporting Cristal | Alianza Lima     | 29.878     | 1.514.011,30 | Estadio Nacional del Perú     |
| 14°   | Universitario    | León de Huánuco  | 28.906     | 578.348,50   | Estadio Monumental            |
| 18°   | Sporting Cristal | Universitario    | 25.072     | 639.965,00   | Estadio Nacional del Perú     |
| 30°   | FBC Melgar       | Alianza Lima     | 22.236     | 373.575,00   | Estadio Monumental de la UNSA |
| DC    | Alianza Lima     | Sporting Cristal | 21.898     | 828.547,08   | Estadio Monumental de la UNSA |
| 23°   | Alianza Lima     | Universitario    | 20.339     | 981.407,00   | Estadio Nacional del Perú     |
| PO    | Juan Aurich      | Sporting Cristal | 18.985     | 520.490,40   | Estadio Mansiche              |
| 15°   | Juan Aurich      | Universitario    | 17.213     | 419.237,36   | Elías Aguirre                 |

- DC: Definición del Torneo Clausura
- PO: Play-Off

## Bolsa de Minutos
| #   | Equipo           | PJ | Total de Minutos |
| --- | ---------------- | -- | ---------------- |
| 1°  | Sporting Cristal | 30 | 5780.5           |
| 2°  | Universitario    | 30 | 5401             |
| 3°  | Juan Aurich      | 30 | 4962             |
| 4°  | UTC              | 30 | 4146             |
| 5°  | U. César Vallejo | 30 | 4061             |
| 6°  | Inti Gas         | 30 | 3982             |
| 7°  | León de Huánuco  | 30 | 3698             |
| 8°  | Los Caimanes     | 30 | 3687             |
| 9°  | San Simón        | 30 | 3472.5           |
| 10º | San Martín       | 30 | 3325             |
| 11° | Alianza Lima     | 30 | 3289             |
| 12° | FBC Melgar       | 30 | 3162             |
| 13° | Cienciano        | 30 | 3070.5           |
| 14° | Sport Huancayo   | 30 | 3037.5           |
| 15° | Unión Comercio   | 30 | 3022             |
| 16° | Real Garcilaso   | 30 | 3017.5           |